# Regola del pezzo toccato

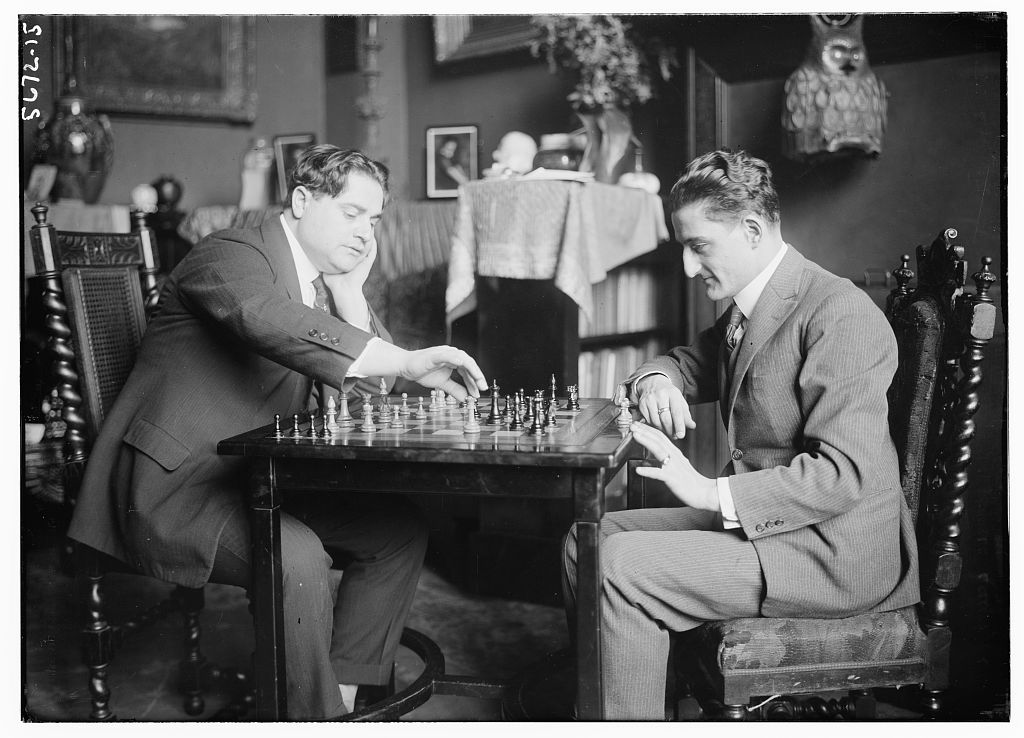
Giocatore di scacchi esegue una mossa durante una partita (1920).

La regola del pezzo toccato, spesso chiamata pezzo toccato, pezzo mosso, è una regola del gioco degli scacchi che disciplina la corretta esecuzione di una mossa negli incontri ufficiali.

## Descrizione
Secondo l'articolo 4 del regolamento internazionale un pezzo deve essere mosso con una sola mano. Il primo dei propri pezzi che viene toccato viene considerato un pezzo mosso, tranne nel caso di evidente tocco casuale o di j'adoube (in italiano acconcio). Lo j'adoube permette soltanto a chi ha il tratto di sistemare i pezzi sulla scacchiera, a patto di avvertire preventivamente l'avversario.
Una volta scelto il pezzo che deve essere mosso, toccandolo, si può scegliere una delle mosse legali a disposizione, finché il pezzo non viene rilasciato completamente dal giocatore.  Quando viene definitivamente rilasciato dal giocatore, un pezzo non può essere ulteriormente cambiato di posizione (se la mossa eseguita è legale) e la mossa si considera eseguita.
Nella casistica in cui il pezzo toccato sia quello dell'avversario il regolamento stabilisce che il giocatore che ha la mossa è obbligato a catturarlo, qualora la mossa sia legale.
Nella casistica in cui vengano toccati uno o più pezzi, sia propri che del proprio avversario, il regolamento stabilisce che vada catturato il primo pezzo toccato dell'avversario con il primo pezzo toccato del proprio schieramento, qualora sia una mossa legale. Altrimenti va mosso il primo pezzo del proprio schieramento che può catturare quello dell'avversario, effettuando una mossa legale.